# Caseres
Caseres är en kommun i Spanien.   Den ligger i provinsen Província de Tarragona och regionen Katalonien, i den östra delen av landet, 300 km öster om huvudstaden Madrid. Antalet invånare är 284. Arean är 43 kvadratkilometer. Caseres gränsar till Batea, Bot, Horta de Sant Joan, Arenys de Lledó / Arens de Lledó, Calaceite och Maella. 
Terrängen i Caseres är huvudsakligen platt, men söderut är den kuperad.